# Claudio Bisio
Pour les articles homonymes, voir Bisio.
Claudio Bisio (prononcé : [ˈklaudjo ˈbiːzjo], né le 19 mars 1957 à Novi Ligure) est un acteur et présentateur de télévision italien.

## Biographie
Claudio Bisio est né à Novi Ligure, en Italie, et a grandi à Milan où il a fréquenté le lycée scientifique Luigi Cremona et s'est diplômé à l'école d'art dramatique du Piccolo Teatro de Milan.

## Carrière
Claudio Bisio a commencé sa carrière comme acteur de théâtre classique et moderne. Sa carrière cinématographique débute en 1983 avec Come dire... (Comment dire). Sa première apparition à la télévision date de 1998, dans l'émission Zanzibar. Pendant 13 ans (en 1997 et de 2000 à 2012), il a présenté Zelig, croquis de comédie.
En 2009, il joue dans l' Ex et est nommé au David di Donatello pour le meilleur acteur dans un second rôle.
En 2010, il est protagoniste de Benvenuti al Sud (Bienvenue dans le Sud) et Maschi contro Femmine (Hommes contre femmes) et, en 2011, de Benvenuti al Nord (Bienvenue dans le Nord) et Femmine contro maschi (Femmes contre hommes).
Dans la version italienne de la série L'âge de Glace, Bisio est la voix de Sid (l'un des protagonistes du film),,,. Il est aussi la voix du Comte Dracula dans la version italienne de Hôtel Transylvanie.
À l'été 2014 il annonce qu'il va faire partie du jury de la sixième série Italia s Got Talent, diffusée en 2015 par Sky Uno.
Claudio Bisio qui est athée  est marié à Sandra Bonzi. Il a deux enfants, Alice et Federico.

## Filmographie

### Acteur

#### Cinéma
- 1983 : Come dire... : Bar customer
- 1983 : Sogno di una notte d'estate
- 1984 : Domani mi sposo : Volver
- 1985 : Le Fou de guerre : Pintus
- 1987 : A fior di pelle
- 1987 : Une catin pour deux larrons : Chief of the slaves
- 1988 : I cammelli : Service-station attendant
- 1988 : Kamikazen: Ultima notte a Milano : Vincenzo Amato
- 1988 : Strana la vita : Patient #1
- 1988 : Topo Galileo
- 1990 : Strada blues : Benzinaio
- 1991 : Mediterraneo : Corrado Noventa
- 1992 : Puerto Escondido : Alex
- 1993 : Bonus malus : Baldini
- 1993 : Sud : Giacomo Fiori
- 1994 : Dietro la pianura : Antonio Costanza
- 1996 : Albergo Roma : Giorgini
- 1996 : Il cielo è sempre più blu
- 1996 : Le ore rubate
- 1997 : La trêve : Ferrari
- 1997 : Nirvana : Red Rover
- 1999 : Asini : Italo
- 2006 : La cura del gorilla : Gorilla / Socio
- 2006 : Natale a New York : Dr. Benci
- 2007 : Manuale d'amore 2 (Capitoli successivi) : DJ Fulvio
- 2008 : Amore, bugie e calcetto : Vittorio
- 2008 : Si può fare : Nello
- 2009 : Ex : Sergio
- 2009 : I mostri oggi : Claudio / Paziente / Enzo / ...
- 2010 : Benvenuti al Sud : Alberto Colombo
- 2010 : Maschi contro femmine : Marcello
- 2011 : Bar Sport : Il tennico
- 2011 : Femmine contro maschi : Marcello
- 2012 : Benvenuti al Nord : Alberto Colombo
- 2013 : Benvenuto Presidente! : Peppino
- 2013 : Indovina chi viene a Natale? : Domenico
- 2014 : Confusi e felici : Marcello
- 2014 : Les Fortunés (La gente che sta bene) de Francesco Patierno : Umberto Maria Dorloni
- 2015 : Ma che bella sorpresa : Claudio
- 2016 : Non c'è più religione : Cecco
- 2017 : Gli sdraiati
- 2018 : Arrivano i prof
- 2019 : Bentornato Presidente :Peppino

#### Courts-métrages
- 1990 : L'assistente e il suo mago

#### Télévision
Séries télévisées
- 1988 : Zanzibar : Italo
- 1992 : Euroflics
- 2010 : Due imbroglioni e mezzo : Lello
- 2016 : Untraditional
- 2017 : The Comedians : Claudio Bisio

Téléfilms
- 1997 : Un giorno fortunato : Rolando
- 1998 : Oscar per due : Giacomo Maroncelli
- 2001 : Monsieur Malaussène
- 2005 : Grazie
- 2007 : Due imbroglioni e mezzo : Lello

Présentateur
- 1992 : Striscia la notizia
- 1997-2012 : Zelig
- 1997-1999 : Mai dire gol
- 2001 : Le Iene
- 2004-2006 : Concerto del Primo Maggio
- 2007 : Gran premio internazionale dello spettacolo

### Parolier

#### Cinéma
- 1999 : Asini

### Scénariste

#### Cinéma
- 1999 : Asini

#### Télévision
Séries télévisées
- 2002 : Zelig

## Doublage
- 2001 : Atlantide, l'empire perdu : Gaëtan "La Taupe", De Molière
- 2002 : L'Âge de glace : Sid
- 2006 : L'Âge de glace 2 : Sid
- 2009 : L'Âge de glace 3 : Le Temps des dinosaures : Sid
- 2012 : L'Âge de glace 4 : La Dérive des continents : Sid
- 2012 : Hôtel Transylvanie : Le Comte Dracula

## Théâtre

### Acteur
- 1981 : Sogno di una notte d'estate de G. Salvatores
- 1983 : Nemico di Classe (N. Williams), d'Elio De Capitani
- 1985 : Le Café Procope de G. Salvatores
- 1985 : Les comédiens (T. Griffiths) de G. Salvatores
- 1987 : Mort accidentelle d'un Anarchiste de Dario Fo
- 1990 : Guglielma de Gigio Alberti
- 1991 : Aspettando Godo de Paola Galassi
- 1993 : Le nuove mirabolanti avventure di Walter Ego
- 1994 : Terza Repubblica
- 1997 : Monsieur Malaussène au théâtre (Daniel Pennac) de G. Gallione
- 2000 : La buona novella (Fabrizio De André) de G. Gallione
- 2002 : Appunti di viaggio de G. Gallione
- 2003 : I bambini sono di sinistra de G. Gallione
- 2005 : Grazie (Daniel Pennac) de G. Gallione)
- 2006 : Cosi se vi pare

## Publications
- 1993 : Quella di vacca Nonna Papera
- 1996 : Prima comunella pi comunismo  (ISBN 88-8490-185-5)
- 2005 : I bambini sono di sinistra
- 2008 : Doppio misto. Autobiografia di coppia non-autorizzata

## Discographie
- 1991 : Pâté d'animo